# Baix pes en néixer
L'Organització Mundial de la Salut defineix el baix pes en néixer (BPN) com el pes en néixer d'un nadó de 2.499 g o menys, independentment de l'edat gestacional. [1] Els nadons nascuts amb BPN han afegit riscos per a la salut que requereixen una vigilància estreta, sovint en una unitat de cures intensives neonatals (UCIN). També tenen un major risc de patir malalties a llarg termini que requereixen un seguiment al llarg del temps.

## Classificació
El pes al naixement es pot classificar en:
- Pes elevat en néixer (macrosomia): superior a 4.200 g
- Pes normal (a termini): 2.500-4.200 g
- Baix pes en néixer: menys de 2.500 g
  - Pes en néixer molt baix: menys de 1.500 g
  - Pes en néixer extremadament baix: menys de 1.000 g

## Causes
El BPN és causat per un part prematur (és a dir, una edat gestacional baixa en néixer, que es defineix habitualment com a menor de 37 setmanes de gestació) o pel fet que el nadó sigui petit per a l'edat gestacional (és a dir, un creixement prenatal lent) o una combinació de tots dos.
En general, els factors de risc en la mare que poden contribuir al baix pes al naixement inclouen edats joves, embarassos múltiples, nadons amb BPN anteriors, mala alimentació, malalties del cor o hipertensió, malaltia celíaca no tractada, trastorn per consum de drogues, consum excessiu d'alcohol i atenció prenatal insuficient. També pot ser causada per la ruptura prematura de membranes. Els factors de risc ambiental inclouen fumar, exposar-se al plom i altres tipus de contaminacions atmosfèriques.